# Paraclius yunnanensis
Paraclius yunnanensis är en tvåvingeart som beskrevs av Yang 1996. Paraclius yunnanensis ingår i släktet Paraclius och familjen styltflugor.
Artens utbredningsområde är Yunnan (Kina). Inga underarter finns listade i Catalogue of Life.